# 窄叶鲜卑花
窄叶鲜卑花（学名：Sibiraea angustata）为蔷薇科鲜卑花属下的一个种。

## 扩展阅读
- 維基物種上的相關：窄叶鲜卑花